# آرکادی آندرئاسیان
آرکادی گئورگی آندرئاسیان (ارمنی: Արկադի Գեորգիի Անդրեասյան؛ زادهٔ ۱۱ اوت ۱۹۴۷ - درگذشته ۲۳ دسامبر ۲۰۲۰) بازیکن سابق اهل ارمنستان در پست هافبک و مربی بود.

## باشگاهی
از باشگاه‌هایی که در آن بازی کرده‌است می‌توان به آرارات ایروان اشاره کرد.

## تیم ملی
وی به همراه تیم ملی فوتبال المپیک اتحاد شوروی موفق به کسب مدال برنز در بازی‌های المپیک تابستانی ۱۹۷۲ مونیخ شد.

## کتابشناسی
- Brothers, Grigoryan (2011). Andreasyan. Yerevan, Armenia: Generals football fields.